# APS Fostiras Ovryas
Maillots
Le Athlitikos Podosfairikos Syllogos Fostiras Ovryas (en grec moderne : Αθλητικός Ποδοσφαιρικός Σύλλογος  Φωστήρας Οβρυάς), plus couramment abrégé en APS Fostiras Ovryas, est un club grec de football fondé en 1967 (dans la ville d') et basé dans la ville de Patras.

## Personnalités du club

### Présidents du club
- Giorgios Nikas

### Entraîneurs du club
- Giorgios Athanasopoulos

## Galerie

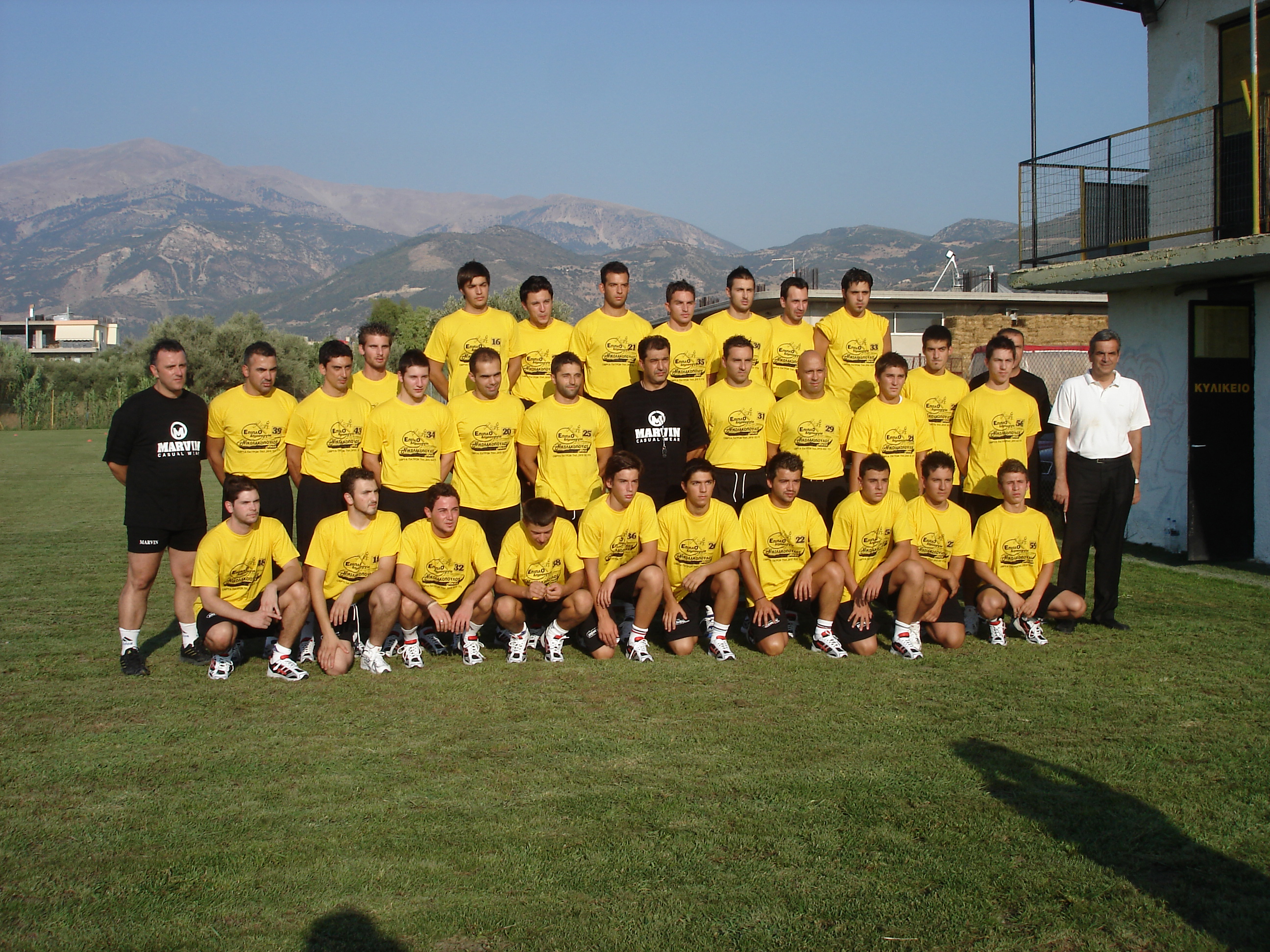
Effectif en 2007-08